# Zachaenus carvalhoi
Zachaenus carvalhoi é uma espécie de anfíbio da família Cycloramphidae. Endêmica do Brasil, onde é encontrada nos estados do Espírito Santo e Minas Gerais. Realiza camuflagem, esticando suas pernas e braços, tentando se parecer com uma folha seca.